# Julija Andruszko
Julija Czesławowna Andruszko (ros. Юлия Чеславовна Андрушко; ur. 5 lipca 1985 w Grodnie) – rosyjska siatkarka, grająca na pozycji atakującej. W sezonie 2017/2018 występowała w polskiej drużynie KS DevelopRes Rzeszów.
W 2006 roku przyjęła rosyjskie obywatelstwo. Po upływie dwuletniego okresu karencji zadebiutowała w reprezentacji Rosji.
Jej mężem był siatkarz Jewgienij Cwetkow.

## Sukcesy klubowe
Puchar Challenge:
- 2009

Puchar Izraela:
- 2016, 2017

Mistrzostwo Izraela:
- 2016
- 2017

## Sukcesy reprezentacyjne
Mistrzostwa Europy Kadetek:
- 2001

Mistrzostwa Europy Juniorek:
- 2002

## Nagrody indywidualne
- 2007: Najlepsza punktująca rosyjskiej Superligi w sezonie 2006/2007
- 2008: Najlepsza punktująca rosyjskiej Superligi w sezonie 2007/2008